# Бичков Олександр Геннадійович
Олександр Геннадійович Бичков (1953 — 14 березня 2008, Кологривський ліс, Костромська область, Росія) — російський браконьєр, злодій і палій, який жив більше 15 років самітником в Кологривському лісі (Костромська область). Був убитий у перестрілці з міліцією, яка прийшла його заарештувати.

## Біографія
Про минуле Олександра Бичкова мало що відомо. У 1991 році він сильно посварився зі своїми домочадцями. Був розлучений, мав двох дітей і повинен був платити аліменти. Саме в цей момент він назавжди пішов зі свого будинку. Бичков побудував собі хату в 111-му кварталі Кологривського лісництва, там же влаштував город. Харчувався м'ясом убитих тварин, а шкурки продавав місцевим єгерям. Сірники, листове залізо для даху хатинки та одяг він вимінював у жителів і мисливців навколишніх сіл. У 1997 році суд визнав його померлим.
За Бичковим закріпилося прізвисько Лісовик. Він сам виготовляв капкани, сильця та інші пастки для лову диких звірів, приміром, кулемки — дерев'яні пастки для вилову хутрового звіра, здебільшого куниці, а також дрібні петлі для борової дичини. Про спосіб життя Бичкова є суперечливі дані. За одними, на нього було безліч скарг від місцевих жителів, оскільки Бичков займався браконьєрством і крадіжками. Водночас деякі костромські правозахисники стверджують, що все це брехня і що ніхто не скаржився на нього, поважаючи його спосіб життя.
За 18 років Бичков став у місті напівлегендарною постаттю — люди боялися і поважали його, лякали ним своїх дітей і не пускали їх одних іти до школи. «Лісовик» іноді крав картоплю в місцевих городах. Коли наприкінці 90-х років міські люди стали масово закуповувати сільські будинки, Бичков став ці будинки спалювати. Було відомо близько 30 подібних випадків. На Бичкова стали масово надходити скарги, але місцева міліція не діяла. Юридично ліс не був житловим сектором, і міліція мала право ігнорувати ситуацію. Крім того, міліціонери боялися Бичкова — за багато років той зміцнів, чудово орієнтувався в усьому лісі і ходив із зарядженою гвинтівкою.
У 2007 році ліс набув статусу заповідника і жити людям на цій території стало заборонено. Це не влаштовувало Бичкова, і він передав співробітникам заповідника, що якщо побачить когось на своїй території, то вб'є всіх. Бичковим всерйоз зайнялися правоохоронні органи. Кілька місяців лісники вивчали його спосіб життя, а в березні 2008 року до притулку Бичкова було направлено 16 осіб — лісники, міліціонери та ОМОН. Їхньою метою було затримання Бичкова і його видворення з території заповідника. Йшов сильний сніг, і група захоплення пересувалася на снігоходах і лижах. Бичков помітив їх і сховався. На пропозиції вирішити все мирно він відповів стріляниною. Олександр легко поранив кількох людей, після чого підпалив свій будинок. У клубах чорного диму він хотів сховатися, але один із бійців помітив його і вистрілив йому в голову. Бичков помер на місці.
Однак, за іншими даними, Лісовик не був озброєний: у нього були лише капкани.

## Полеміка
Фонд «Громадський вердикт» та рязанське товариство «Меморіал» направили групу дослідників у Костромську область для з'ясування обставин загибелі Олександра Бичкова. Члени групи поспілкувалися з жителями міст Мантурово, Кологрив, сіл Суховерхово, Починок, Федорково та селища Авер'яновка. Члени групи стверджували, що місцеві жителі зовсім не боялися Бичкова, відзначали його доброзичливість, товариськість і відкритість, а деякі навіть обурювалися позасудовою розправою. За словами однієї з мешканок, Ольги Хлєбнікової:
|  | Хороший він був мужик, добрий, нешкідливий, зла в житті нікому не зробив. За що його вбили? Приносив до нас у село гриби, ягоди, кошики, які сам плів. У нас брав молоко, ми йому старий одяг віддавали, чоботи, тілогрійки, штани. Прийде — погодуємо гаряченьким, чайку поп'ємо, поговоримо… |

Сам же Бичков нібито скаржився знайомим, що працівники заповідника йому погрожують. Група дійшла висновку, що відрізняється від офіційної версії.
Проте офіційні особи спростували інформацію про невинну поведінку Бичкова. Директор Державного природного заповідника «Кологривський ліс» Максим Сініцин заявив:
|  | Він усіх дістав. У нас тут доктори наук працюють із Голландії, студенти-біологи, а тут мужик з обрізом бігає. Мої інспектори втомилися боротися з його хитромудрими пастками, петлями і капканами на тварин і птахів. Тільки зламають, а він нові ставить, будиночки лісників спалює. Ми йому передавали наші вимоги: пересілися за межі заповідника. А він нам через своїх довірених осіб — тих, кому шкурки збував, — послав ультиматум: «Буду всіх інспекторів відстрілювати». |

Микола Галкін, командир ОМОН УВС у Костромській області:
|  | Чоловік поводився неадекватно. Відкрив вогонь по співробітниках міліції, поранив. Ризикувати людьми я, як командир, не мав права. ОВС по Кологривському району муніципального району порушив кримінальну справу за фактом посягання на життя співробітників МВС невідомою особою. |

Розслідування за фактом загибелі Бичкова і стрілянини в співробітників міліції було завершено в червні 2008 року. Дії міліції було визнано повністю законними, а справу проти Бичкова за фактом стрілянини в ОМОН було закрито через смерть обвинуваченого.

## У масовій культурі
- Репортаж НТВ про вбивство Бичкова під назвою «Ліквідація Лісовика» став інтернет-мемом через показане в ньому інтерв'ю з іншим відлюдником — Миколою Тарасовим
- У 2018 році кінорежисер Андрій Мітьошин зняв короткометражний художній фільм про історію Бичкова — «Сага про Єті». За пропозицією Володимира Меньшова, фільм був представлений на 40-му Московському міжнародному кінофестивалі[6].